# Coleophora glitzella
Coleophora glitzella là một loài bướm đêm thuộc họ Coleophoridae. Nó được tìm thấy ở Fennoscandia and miền bắc Nga to Ý and from Đảo Anh to România.
Sải cánh dài 10–14 mm.
Ấu trùng ăn Vaccinium vitis-idaea and Vaccinium uliginosum. 